# Bertille Hurard
Pour les articles homonymes, voir Hurard.
Bertille Hurard est une femme maître verrier, née en 1961 à Rouen, et installée en Yvelines.

## Biographie
Elle est née en 1961 à Rouen,.
Après un premier parcours professionnel dans l’industrie pharmaceutique, elle décide de changer d’activité, de se consacrer à la création et de travailler le verre,. S’inscrivant dans une tradition qui remonte à l’Antiquité, elle devient maître verrier et vitrailliste effectuant une série de formation notamment sur le fusing, le thermoformage, le travail de la pâte de verre, mais aussi sur le vitrail traditionnel au plomb.
Entretemps, elle ouvre un atelier en Eure-et-Loir en 2002, puis l’installe en région parisienne, dans les Yvelines, à Houilles, en 2005. Elle travaille pour des particuliers ou pour des architectes. Elle réalise des vitraux, des panneaux de verre, des objets décoratifs, etc.. Elle expose également.
L’une de ses premières œuvres, Chemins de vie, en 2004, est faite de billes de verre placées entre deux lames de verre thermoformées, et esquisse une silhouette qui prend un envol. Pour une autre œuvre sous forme de stèle, Les couleurs de la vie, toujours en 2004, elle reprend un texte issu d’un de ses poèmes, en verre par fusion, avec des lettres de couleurs primaires et blanches sur un fond incolore. Elle réalise des décors et des vitraux contemporains, notamment pour l’église Notre-Dame-du-Val à Sartrouville ou pour l’hôtel George-V à Paris, des trophées pour diverses manifestations, par exemple pour la Corrida de Houilles, l'Eurovision , ou encore les récompenses Globes de Cristal 2018. Elle participe également à des restaurations d’objets de collection ou de décors Art nouveau dans des immeubles parisiens, ou pour le Mobilier national.
Elle enseigne aussi. Elle a été par exemple maître de stage pour le MusVerre et anime des ateliers découverte au sein de son atelier. Elle se montre enfin très active sur l’animation de réseaux d’artistes et artisans d’art, en étant successivement présidente-fondatrice de l’association des Verriers de Chartres et d’Eure-et-Loir puis présidente fondatrice des Ateliers de la Boucle.